# 网籽草
网籽草（学名：Dictyospermum conspicuum）是鸭跖草科网籽草属的植物。分布于印度尼西亚、印度以及中国大陆的云南、海南等地，生长于海拔680米至1,200米的地区，一般生长在山谷林下及沟谷阴处，目前尚未由人工引种栽培。

## 别名
白花鸭跖草（海南）